# Рівнокоробочник мишохвостоподібний
Рівнокоробочник мишохвостоподібний (Isothecium myosuroides) — вид мохів порядку гіпнобрієвих (Hypnales).

## Поширення
Ареал охоплює такі частини світу: Європа, Макаронезія, Північна Америка.
Населяє гірські породи, скелі, валуни, затінені місця в лісах, основи дерев; від низьких до помірних висот.

## Галерея

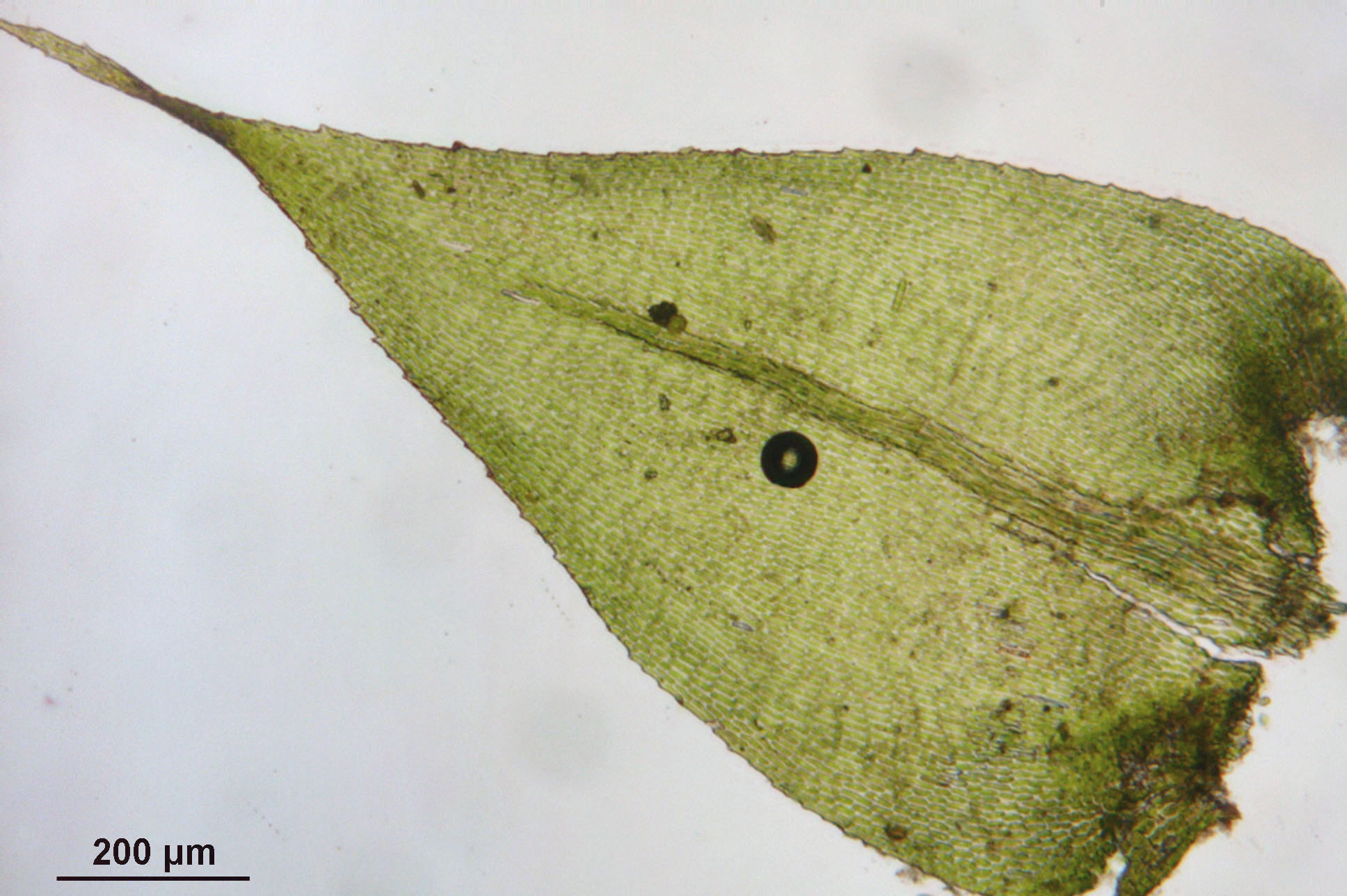
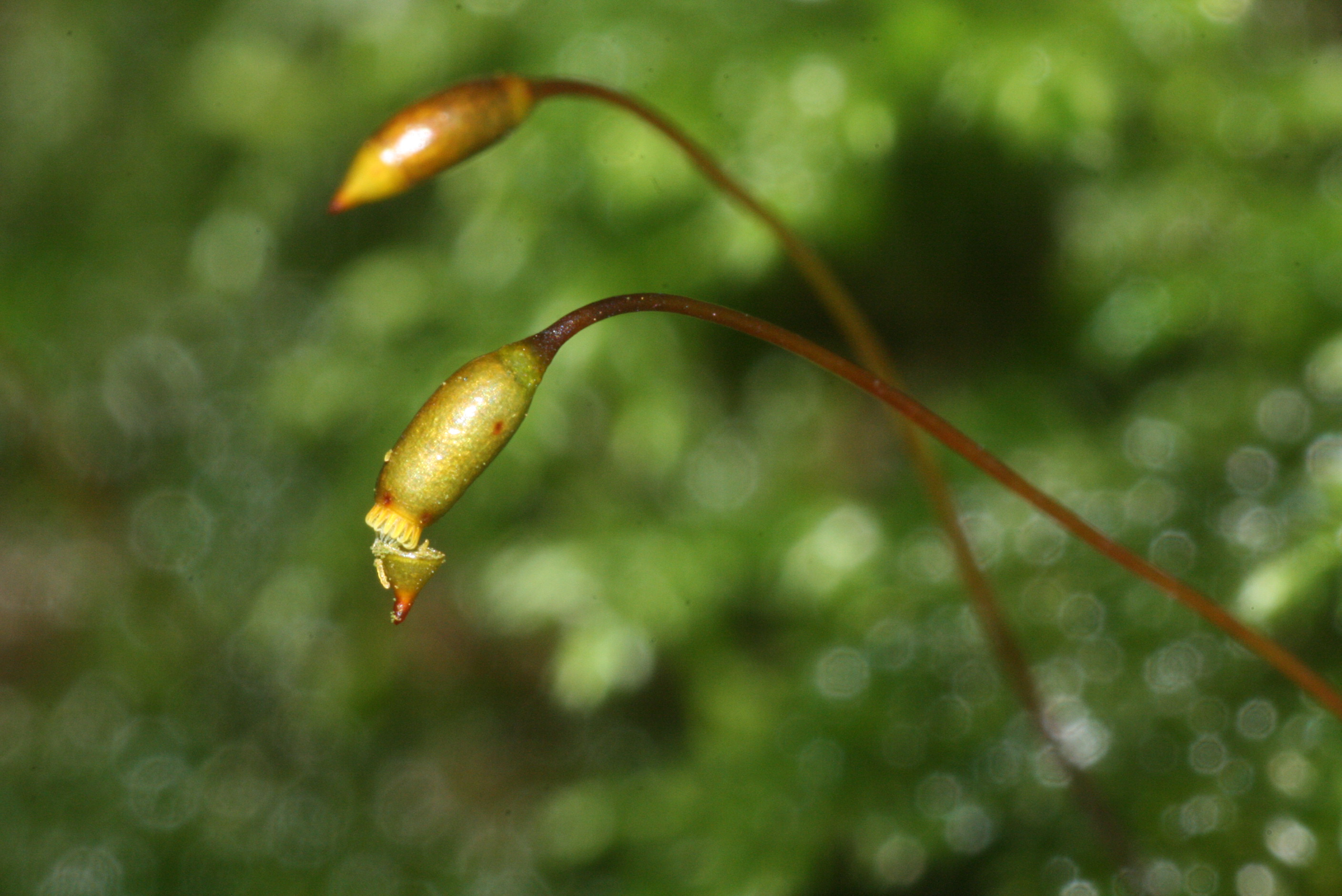
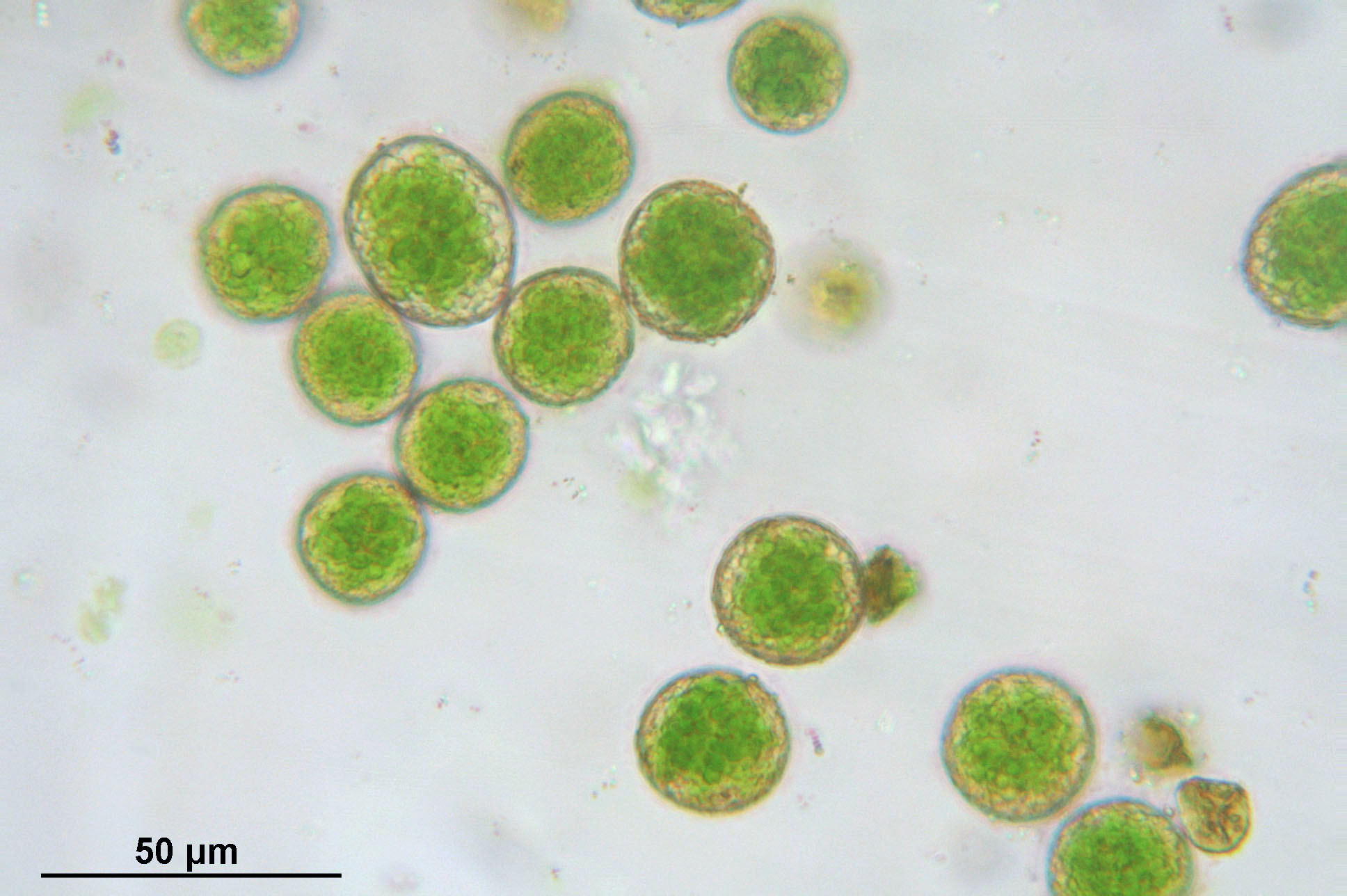

## Характеристика
Рослини середнього розміру, жовтувато-темно-зелені, не сильно блискучі. Стебла з короткими або відсутніми ніжками, вторинні стебла 2–4 см, нерівномірно розгалужені, іноді зближені, гілки дугоподібні донизу, часто присутні джгутикові гілки, 2–5 см, витончені, з вужчими меншими листками. Первинні стеблові листки широко чи вузько трикутні; поля майже цілі; верхівка іноді послаблена. Гілчасті листки від яйцеподібних до яйцювато-ланцетних; краї зубчасті. Коробочкові ніжки 1–2 см. Коробочка 1–1.5 мм.